# 圣约翰座堂 (洛杉矶)
圣约翰座堂（St. John's Cathedral）是美国加州洛杉矶市中心附近的一个圣公会教堂，圣公会洛杉矶教区的主教座堂。
圣约翰堂创立于1890年，为新哥特式。1894年6月献堂。
1913年-1951年，乔治·戴维森牧师主持该堂期间，信徒从400人增至2,300人。 于是在1924-1925年，建造了目前的罗马复兴建筑。1925年献堂时，《时代》周刊称之为全国最美丽和最昂贵的建筑之一。另一份报告也指出，是洛杉矶最美丽的建筑。建堂费用65万美元，被描述为六世纪意大利教堂的副本。
在1924年新教堂开幕时，圣约翰堂信徒名单上有2000人，是芝加哥以西最大的圣公会。

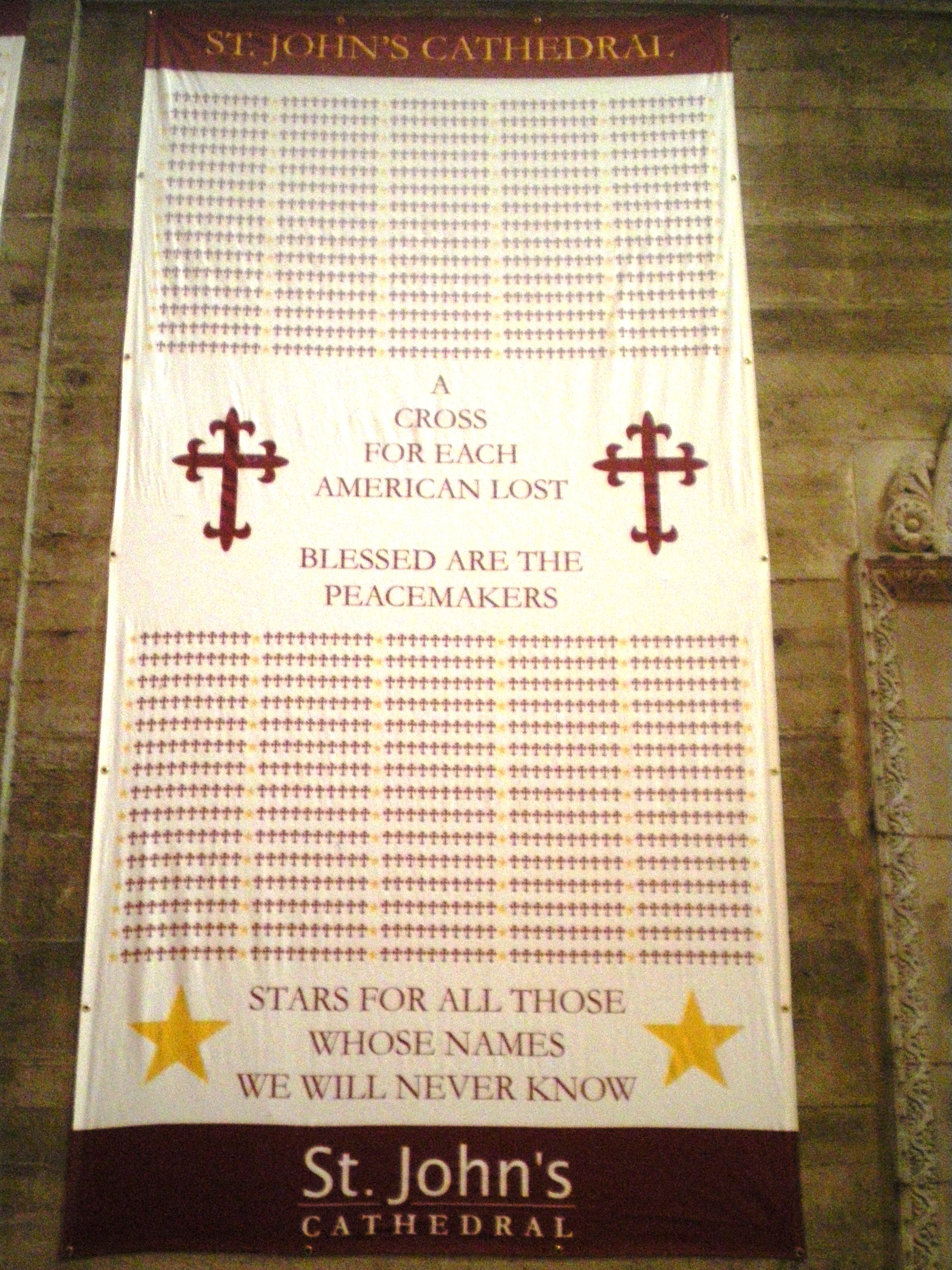

该堂活跃于反战运动。
该堂在2000年被列入国家史迹名录。